# Benjamin Navon
Benjamin Navon (hebräisch בנימין נבון; * 23. Juli 1933 in Czernowitz, Rumänien (heute: Ukraine) als Benjamin Weiser) ist ein israelischer Diplomat.
Während des Zweiten Weltkriegs kam Weiser mit seiner Familie in ein Ghetto. Im Jahr 1944 flüchtete die Familie nach Bukarest. 1945 gelangte Benjamin Weiser mit seinen Eltern in das britische Mandatsgebiet Palästina. Dort besuchte er ein Gymnasium in Haifa. Danach diente er in der israelischen Armee und studierte im Anschluss an der Hebräischen Universität in Jerusalem Volkswirtschaft und Soziologie.
Im Jahr 1962 trat er dem diplomatischen Dienst bei. Hierzu musste sich Weiser einen hebräischen Namen zulegen, was er als zu diesem Zeitpunkt einziger Überlebender seiner Familie nur ungern tat. Noch im selben Jahr zog er mit seiner Frau nach New York City, wo er als Vizekonsul tätig wurde. Zwei Jahre später wurde er Attaché an der israelischen Botschaft in Teheran. Nach mehreren Jahren als Pressesprecher des israelischen Außenministeriums in Jerusalem, wurde Navon von 1976 bis 1978 Gesandter an der israelischen Botschaft in Washington, D.C. Von 1978 bis 1983 war er Generalkonsul in Los Angeles. Die nächsten fünf Jahre verbrachte er in Israel. Im Jahr 1988 wurde Navon der israelische Botschafter in Deutschland. 1993 löste ihn Avi Primor in diesem Amt ab.
Nach seinem Ausscheiden aus dem diplomatischen Dienst wurde er für Daimler-Benz in Israel tätig.
Benjamin Navon ist mit der Bildhauerin Dora Navon (* 1937) verheiratet und Vater dreier Söhne.